# 流素麵

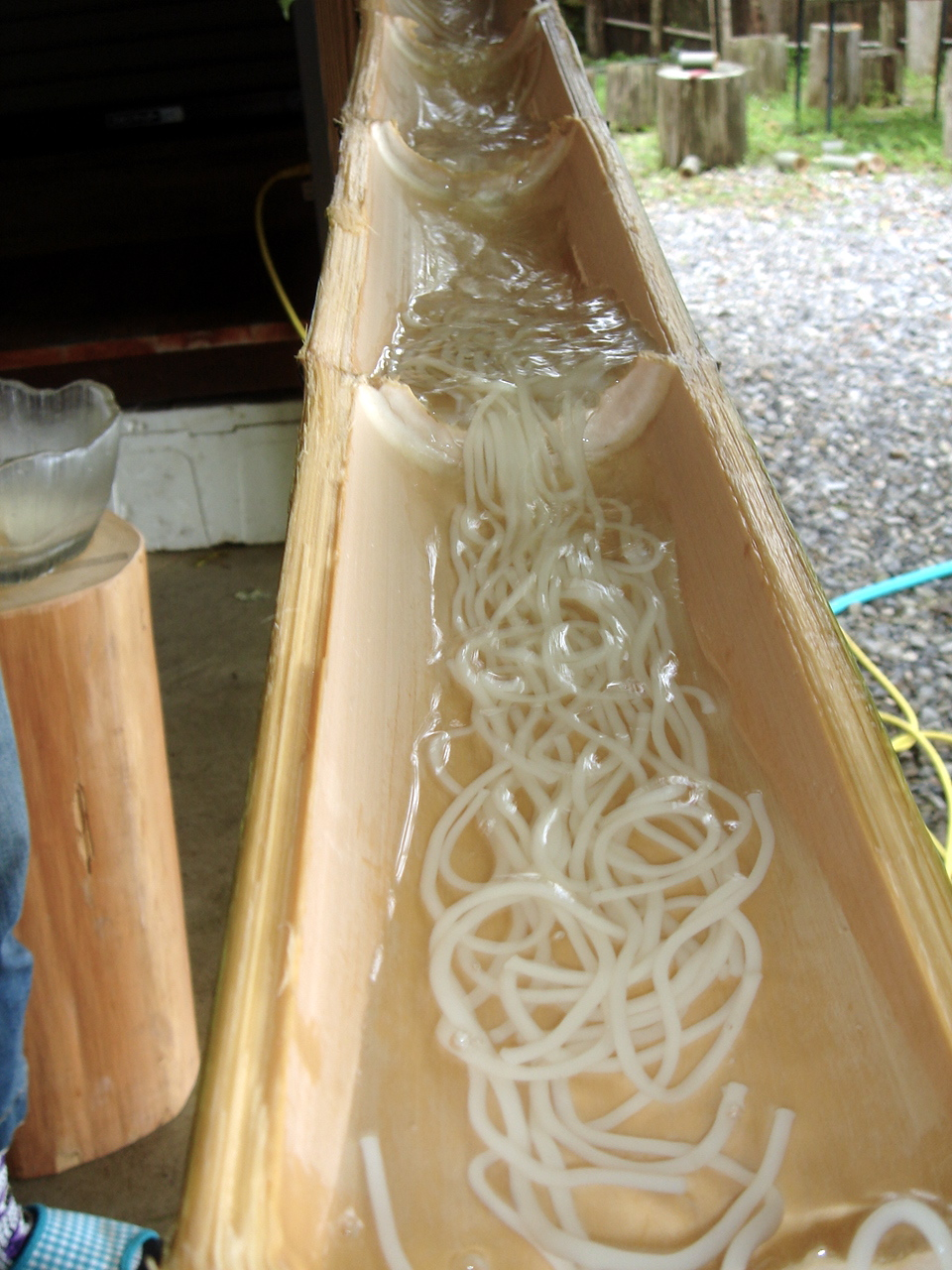
流水素面

流素麵（流し素麺），是日本的一種麵類料理，属于素麵的一种，又称流水麵線。
將竹子縱切面剖半，在凹槽裝水讓麵條順流而下，食客分別等在竹子兩側，用筷子攔截夾起，沾上鰹魚醬油食用。麵條類似台灣白麵線(壽麵)，且在煮沸後馬上將麵條放入冷水中，以保持絕佳的嚼勁。